# Plecodus
Plecodus és un gènere de peixos pertanyent a la família dels cíclids i a l'ordre dels perciformes.

## Etimologia
Plecodus prové dels mots del grec antic plekein (doblar) i odous (dents).

## Alimentació
Mengen escates de peixos.

## Hàbitat i distribució geogràfica
Es troba a Àfrica: és un endemisme del llac Tanganyika a Tanzània, Burundi, la República Democràtica del Congo i Zàmbia.

## Cladograma
| Plecodus (Boulenger, 1898) | \| \| Plecodus elaviae (Poll, 1949)[22] \| \| \| \| \| \| Plecodus multidentatus (Poll, 1952)[23] \| \| \| \| \| \| Plecodus paradoxus (Boulenger, 1898)[21] \| \| \| \| \| \| Plecodus straeleni (Poll, 1948)[24][25][26] \| \| \| \| |
|                            | \| \| Plecodus elaviae (Poll, 1949)[22] \| \| \| \| \| \| Plecodus multidentatus (Poll, 1952)[23] \| \| \| \| \| \| Plecodus paradoxus (Boulenger, 1898)[21] \| \| \| \| \| \| Plecodus straeleni (Poll, 1948)[24][25][26] \| \| \| \| |
|                            | Haplotaxodon |
|                            | |
|                            | Perissodus |
|                            | |
|                            | Xenochromis |
|                            | |
|                            | Plecodus elaviae (Poll, 1949) |
|                            | |
|                            | Plecodus multidentatus (Poll, 1952) |
|                            | |
|                            | Plecodus paradoxus (Boulenger, 1898) |
|                            | |
|                            | Plecodus straeleni (Poll, 1948) |
|                            | |

|  | Plecodus elaviae (Poll, 1949)        |
|  |                                      |
|  | Plecodus multidentatus (Poll, 1952)  |
|  |                                      |
|  | Plecodus paradoxus (Boulenger, 1898) |
|  |                                      |
|  | Plecodus straeleni (Poll, 1948)      |
|  |                                      |

## Estat de conservació
Totes les seus espècies apareixen a la Llista Vermella de la UICN a causa de la contaminació de l'aigua, la sobrepesca, el deteriorament de llurs hàbitats, el desenvolupament agrícola i la desforestació i la terbolesa de l'aigua al voltant de les ribes del llac Tanganyika.